# Кржижановский, Ян
Ян Кржижано́вский (пол. Jan Krzyżanowski; 1780—1854) — русский и польский педагог.
Был профессором Артиллерийского училища в Варшаве. Он ввёл в крае ланкастерскую систему обучения и заведовал воскресной ремесленной школой в Люблине. Главные сочинения: «Wykład fizyki dla szkòl wojewodzkich» (Варш., 1825); «Początki chemii dia uźytku szkòl wojewodzkich» (1827); «Historyczny obraz institutòw naukowych posrednich we Francyi» («Biblioth. Warsz.», 1842).